# Belvédère-Campomoro
Belvédère-Campomoro (kors. Belvideri è Campumoru) – miejscowość i gmina we Francji, w regionie Korsyka, w departamencie Korsyka Południowa.
Według danych na rok 1990 gminę zamieszkiwało 128 osób, a gęstość zaludnienia wynosiła 5 osób/km².